# Hans Pöschl
Hans Pöschl (* 17. Juli 1921 in Nürnberg; † 8. Juli 1999 in Bremen) war ein deutscher Fußballspieler, der als Aktiver des 1. FC Nürnberg auf der Mittelstürmerposition im Jahre 1948 die deutsche Fußballmeisterschaft errungen hatte.

## Laufbahn

### 1. FC Nürnberg, bis 1950

#### Jugend und Zweiter Weltkrieg, bis 1945
Bereits mit 17 Jahren kam Hans Pöschl beim Pokalspiel gegen Vorwärts-Rasensport Gleiwitz am 6. November 1938 in der ersten Mannschaft des „Clubs“ als Außenläufer zum Einsatz. Der Nachwuchsspieler bildete dabei mit Hans Uebelein und Richard Oehm die „Club“-Läuferreihe. Zuvor hatte er sich bereits als Bub zusammen mit seinem Freund Robert „Zapf“ Gebhardt das Ballgefühl und die Zweikampfgeschicklichkeit im täglichen Fußballspiel auf der Deutschherrenwiese angeeignet. In die Club-Jugend war Pöschl im Jahre 1938 aus dem innerstädtischen Stadtteil Gostenhof, vom dortigen FSV 83, gekommen. Seine sportlichen Höhepunkte erlebte er aber nach dem Ende des Zweiten Weltkrieges in der Fußball-Oberliga Süd.

#### Oberliga Süd, 1945 bis 1950
Durch großzügige Genehmigung der Streitkräfte der Vereinigten Staaten konnten die Vertreter der traditionsreichen süddeutschen Vereine bereits bei einem Treffen am 13. Oktober 1945 im Gasthof „Krone“ in Fellbach den Süddeutschen Fußballverband und die Oberliga Süd – in der amerikanischen Zone – gründen. Der 1. FC Nürnberg startete am 4. November 1945 vor 16.000 Zuschauern mit einem 2:1-Erfolg gegen den FC Bayern München in die Runde. Dabei debütierte Hans Pöschl auf der Mittelstürmerposition, da der vorgesehene Dresdner Fritz Machate kurzfristig in Bamberg angeheuert hatte. Zunächst spielte der „Club“ auf kleinen Plätzen am Stadtrand, denn am „Zabo“ war die Tribüne abgebrannt, die Umzäunung abgebrochen, die Sportanlage im desolaten Zustand und die Amerikaner hatten das Club-Heim beschlagnahmt. Größere Spiele fanden mit Genehmigung des Stadtkommandanten im Fürther Ronhof statt. Am 14. Juli 1946, am 30. Spieltag, kam es zum „Endspiel“ in Stuttgart. Der 1. FC Nürnberg reiste mit einem Punkt Vorsprung vor dem VfB als Tabellenführer in das Schwabenland. Der „Club“ trat im Angriff mit der Besetzung Helmut Herbolsheimer, Max Morlock, Hans Pöschl, Julius Uebelein und Willi Spieß an. Der Tabellenführer wurde aber bereits in der 3. Minute durch einen Platzverweis gegen Mittelstürmer Pöschl – er hatte im Rundenverlauf 20 Tore erzielt – dezimiert und verlor das Spiel mit 0:1 Toren. Der VfB Stuttgart wurde schließlich mit einem Punkt Vorsprung Meister. Die zum Teil unter abenteuerlichen Bedingungen durchgeführten Nachkriegsrunden – Verkehrslage, Wohnungssituation, Arbeitsbedingungen – waren massiv von Ernährungsproblemen begleitet. In Nürnberg spielte Robert Gebhardt bei der Versorgung des Teams eine entscheidende Rolle. Der Sohn eines Wirtes besaß gute Kontakte zum Nürnberger Schlachthof. Gegen Freikarten für Clubspiele bekam der „Zapf“ Extra-Fleisch-Rationen für die Kicker, die dann im elterlichen Lokal „Zum Hippel“ gebraten wurden.

„Vom Schlachthof gab es jeden Donnerstag zwei Taschen voll Fleisch, und gespeist wurde nach dem Training stets bei Zapf Gebhardt in der Kneipe,“

erinnert sich der damalige Club-Mittelstürmer Hans Pöschl.
In der zweiten Saison im Süden, 1946/47, standen 38 Spieltage auf dem Programm und die Runde wurde am 22. September 1946 angepfiffen. Der Spielbetrieb litt unter dem härtesten Winter seit Jahrzehnten. Im Februar 1947 erstickte Deutschland förmlich in Schneemassen, die den Spielbetrieb nahezu völlig zusammenbrechen ließen. Es wurde die Saison von Hans Pöschl, der geschmeidigen, pfeilschnellen, listigen und quirligen Sturmspitze. Der „blonde Hans“ oder der „Windhund“, wie ihn seine Fans nannten, war nicht nur Vollstrecker und Abstauber. Ein ums andere Mal wirbelte er die gegnerischen Abwehrreihen durcheinander und stahl selbst Max Morlock die Schau. Am Ende hatte Pöschl in 38 Spielen 38 Treffer erzielt und war damit Torschützenkönig der Oberliga Süd.
Der Torjäger zeichnete sich in den Spielen gegen Bayern München, Phönix Karlsruhe, VfR Mannheim und VfB Stuttgart als dreifacher Torschütze aus. Beim 5:1-Heimerfolg gegen den Vizemeister SV Waldhof Mannheim am 16. März 1947 gelangen ihm sogar vier Treffer. Als der neue Meister 1. FC Nürnberg am 6. Juli 1947 vor 30.000 Zuschauern mit einem 5:1-Heimsieg gegen 1860 München die Oberligarunde abschloss, trat Pöschl als zweifacher Torschütze in Erscheinung. Der „Club“ – Angriff war in der Besetzung Helmut Herbolsheimer, Max Morlock, Pöschl, Julius Uebelein und Konrad Winterstein aufgelaufen. In den Heimspielen holte sich der Meister 38:0 Punkte. Insgesamt kam Nürnberg auf 62:14 Punkte und 108:31 Tore. Vizemeister Waldhof hatte 13 Punkte Rückstand und ein Torverhältnis von 74:54 Toren. In der Torjägerliste folgten im Süden die Stürmer Fritz Balogh (32), Max Morlock und Georg Platzer mit je 25 Toren hinter Pöschl auf den Plätzen. Obwohl es im Februar 1947 außerordentlich gut für die Ausführung der ersten Nachkriegs-Endrunde ausgesehen hatte, musste der Plan einige Wochen später jedoch aufgegeben werden – er war doch noch nicht realisierbar. Zwar gab es dank alliierten Entgegenkommens mit dem Hamburger SV (britische Zone), dem 1. FC Nürnberg (amerikanische Zone) und dem 1. FC Kaiserslautern (französische Zone) drei regionale Meister, doch lehnten die süddeutschen Spitzenklubs die Durchführung ab. Im Herbst 1947 wurden zwar die Begegnungen am 10. August mit den Paarungen HSV – Charlottenburg und Nürnberg – Kaiserslautern bekannt gegeben, mit denen die „Endrunde um die deutsche Meisterschaft“ eröffnet werden sollte, doch Nürnberg verzichtete mit dem Hinweis, dass die Ostzone fehlen würde, endgültig auf die Austragung. Pöschl und seine Mannschaftskameraden kamen somit um die Chance, nach der süddeutschen auch die deutsche Meisterschaft 1947 in die Noris zu holen.
In der dritten Runde im Süden, 1947/48, gelang Nürnberg die erfolgreiche Titelverteidigung. Hans Pöschl absolvierte dabei 34 Spiele und zeichnete sich als 19-facher Torschütze aus. Mit acht Punkten Vorsprung holte sich Nürnberg die Meisterschaft vor dem Vizemeister 1860 München. Jetzt, drei Jahre nach dem Ende des Zweiten Weltkriegs, wurde erstmals wieder die Endrunde um die deutsche Fußballmeisterschaft ausgetragen. Durch die in den drei Westzonen durchgeführte Währungsreform am 21. Juni 1948 kam es zu heftigen Spannungen zwischen West- und Ostdeutschland. Die sowjetische Blockade von West-Berlin, die amerikanische Versorgung der Stadt durch eine „Luftbrücke“ und der „Kalte Krieg“ ließen die gesamtdeutsche Meisterschaft platzen. Der „Ostzonenmeister“ SG Planitz durfte nicht nach Stuttgart zum Vorrundenspiel am 18. Juli 1948 gegen den 1. FC Nürnberg reisen. Im Halbfinale setzte sich Nürnberg am 25. Juli in Mannheim gegen den FC St. Pauli mit 3:2 nach Verlängerung durch. Pöschl entschied mit seinem Treffer in der 94. Minute die Partie. Im Endspiel traf der Mittelstürmer in der 25. Minute zur 2:0-Führung der Franken und der „Club“ gewann das Finale mit 2:1 Toren gegen die „Walter“-Elf vom 1. FC Kaiserslautern. Grüne führt über das Finale aus: 

„Unter Führung ihres neuen Angriffschefs Hans Pöschl hatten die Nürnberger ein wahres Angriffsfeuerwerk abgebrannt und ihrem Gegner keine Chance gelassen. Bereits in der zehnten Minute war der Club durch einen Kopfballtreffer von Konrad Winterstein mit 1:0 in Führung gegangen. Fünfzehn Minuten später hatte Hans Pöschl auf 2:0 erhöht, und die bis zu jenem Zeitpunkt chancenlosen Pfälzer waren geschlagen gewesen.“

Die Franken konnten aber nicht lange von diesem Erfolg zehren. Der Deutsche Meister landete als Titelverteidiger 1948/49 im Süden mit dem negativen Punktekonto von 27:33 Punkten lediglich auf dem 11. Platz. Teilweise das Alter – Kennemann, Uebelein-Brüder – und Verletzungsfolgen – Bergner, Herbolsheimer, Schaffer – führten zum Leistungsrückgang. Ein Ausrufezeichen konnte der Titelverteidiger nur am 18. Spieltag, dem 6. Februar 1949, beim 8:1-Kantersieg gegen den souveränen Tabellenführer und späteren Meister Kickers Offenbach setzen. Zum Erfolg gegen die Truppe um Horst Buhtz steuerte der „blonde Hans“ zwei Treffer bei. Insgesamt erzielte Pöschl in dieser sportlich unbefriedigenden Runde in 21 Spielen neun Tore und wechselte im März in die Schweiz zum Grasshopper Club Zürich. Sein letztes Punktspiel für die „Zabo“-Elf hatte er am 6. März 1949 beim 2:1-Heimerfolg gegen den FC Schweinfurt 05 bestritten und dabei auch in der 22. Minute den Siegtreffer erzielt.
In Zürich, bei den Blau-Weißen im Stadion Hardturm, erlebte Pöschl als Zuschauer deren Abstieg in der Saison 1948/49. Er hatte dort zwar gelebt wie ein König, doch Fußball spielen durfte er nur in Freundschaftsspielen. Der Internationale Fußballverband (FIFA) verweigerte ihm die Spielerlaubnis, weil der DFB noch nicht Mitglied der FIFA war. Nach sechs Monaten kehrte er wieder nach Nürnberg zurück und eröffnete auch die Runde 1949/50 mit dem Startspiel am 4. September 1949, mit einem 3:3-Heimremis gegen den BC Augsburg. Aber auch der Rückkehrer konnte keine Wunderdinge in der Noris vollbringen. Der „Club“ stand mit 7:13 Punkten nach dem 11. Spieltag auf dem 15. Rang und griff zur Notlösung des Trainerwechsels. „Bumbes“ Schmidt löste „Lori“ Polster ab und führte den Ex-Meister noch auf den achten Rang in der Runde, als ausgerechnet der Lokalrivale SpVgg Fürth die Meisterschaft im Süden feiern konnte. Zur Runde 1950/51 vollzog Pöschl dann aber endgültig seinen Abgang vom „Club“, er nahm das Angebot aus dem Norden an und unterschrieb bei Werder Bremen. Sein letztes Punktspiel hatte er am 2. April 1950 beim 0:0-Unentschieden beim FSV Frankfurt im Stadion am Bornheimer Hang für Nürnberg bestritten. Insgesamt kam Pöschl in der Oberliga Süd von 1945 bis 1950 auf 140 Spiele und erzielte dabei 91 Tore.

### Auswahlberufungen, 1948–1949
Da die deutsche Fußballnationalmannschaft ihr erstes Nachkriegsländerspiel erst am 22. November 1950 in Stuttgart gegen die Schweiz bestreiten konnte, ging die beste Phase des spielstarken Stürmers Hans Pöschl – 1945 bis 1950 – ohne die Möglichkeit eines Einsatzes im Adlertrikot vorüber. Für Süddeutschland bestritt er aber am 19. Mai und 17. Oktober 1948 sowie am 2. Oktober 1949 Repräsentativspiele und wurde auch von Sepp Herberger zum ersten Nachkriegslehrgang des DFB vom 14. bis 19. November 1949 nach Duisburg eingeladen.

### Werder Bremen, 1950 bis 1957
Vor der Runde 1950/51 hatten neben Werder Bremen der FC Bayern München, der 1. FC Köln und auch Bayer Leverkusen um den torgefährlichen Mittelstürmer gebuhlt. Das Rennen machte Bremen. Dort konnte man Pöschl nicht nur eine gute berufliche Zukunft bei Europas größter Tabakfirma Martin Brinkmann bieten, sondern zahlte auch 15.000 DM. Werder-Geschäftsführer Hans Wolff bastelte die „Texas-Elf“ zusammen, so benannt nach der „Zigarette, die einem etwas sagt“ aus dem Hause Brinkmann. Trotz weiterer Könner wie Dragomir Ilic, Herbert Burdenski, Karl-Heinz Preuße, Richard Ackerschott und ab Januar 1955 mit Willi Schröder in der Werder-Mannschaft sollte der Ex-Nürnberger im Norden den ganz großen Erfolg nicht wiederholen können. Die zwei dritten Plätze in den Runden 1952/53 und 1954/55 waren die besten Platzierungen seiner Spielerlaufbahn mit Bremen. Unter Trainer Fred Schulz absolvierte er die meisten seiner 146 Einsätze in der Fußball-Oberliga Nord – er erzielte dabei 12 Tore – jetzt wieder in der Läuferreihe. Mit dem Einsatz am 12. Mai 1957 bei der 0:1-Niederlage beim VfL Wolfsburg beendete Hans Pöschl, zwei Monate vor seinem 36. Geburtstag, seine Spielerlaufbahn in der Oberliga. Von 1945 bis 1957 hatte er 286 Spiele mit 103 Toren in den Fußball-Oberligen Süd und Nord bestritten.

## Nach der Laufbahn
Nach dem Ende seiner Spielerkarriere betätigte sich der begeisterte Tennisspieler, Bergsteiger sowie Hobby-Ägyptologe bei diversen unterklassigen Vereinen als Trainer. Anfang der 60er Jahre trainierte er den ATSV/ASC Nienburg.